# دارایان یکم
دارایان یکم (همچنین دارای یکم یا داریوش به آرامی: 𐡃𐡀𐡓𐡉𐡅 d’ryw) پس از فرترکه ها اولین شاه ایالت پارس بود. دارایان به احتمال زیاد دست‌نشاندهٔ شاهنشاه اشکانی آن دوران فرهاد دوم بود (سلطنت ۱۳۲ تا ۱۲۷ پیش از میلاد). دارایان یکم برخلاف پیشینانش که عنوان «فَرتَرَکه» داشتند از عنوان «شاه» برخوردار بود و پایهٔ سلسله‌ای نو را بنا نهاد، که با نام داراییان نیز شناخته می‌شود.

## منبع
- Shayegan, M. Rahim (2011). Arsacids and Sasanians: Political Ideology in Post-Hellenistic and Late Antique Persia. Cambridge University Press. pp. 1–539. ISBN 9780521766418.